# Alice Tully
 (octobre 2020).
Si vous disposez d'ouvrages ou d'articles de référence ou si vous connaissez des sites web de qualité traitant du thème abordé ici, merci de compléter l'article en donnant les références utiles à sa vérifiabilité et en les liant à la section « Notes et références ».
Pour les articles homonymes, voir Tully.
Alice Bigelow Tully (14 septembre 1902 - 10 décembre 1993) est une chanteuse américaine d'opéra et de récital, promotrice de musique, mécène des arts et philanthrope de New York. Elle est une cousine au deuxième[Comment ?] degré de l'actrice elle-même américaine Katharine Hepburn.

## Vie

### Jeunesse
Alice Tully naît à Corning, New York, en 1902, fille de l'avocat et sénateur d'État William J. Tully (1870–1930) et de Clara Mabel (Houghton) Tully (1870–1958), avec une sœur cadette, Marion Gordon (Tully ) Hoover Dimick (décédée à Washington en 1981). Elle passe ses années de lycée à la Westover School, à Middlebury, dans le Connecticut.  

#### Carrière
Elle commence sa carrière comme mezzo-soprano, puis devient soprano.
Elle étudie à Paris et fait ses débuts en 1927 avec l'orchestre Pasdeloup. En 1933, elle apparaît dans la Cavalleria Rusticana à New York .
À la mort de sa mère, en 1958, elle hérite de la succession de son grand-père, Amory Houghton Jr. (1837-1909), fils d'Amory Houghton, Sr., fondateur de Corning Glass Works, qui, le 19 juin 1860, avait épousé sa grand-mère, Ellen Ann Bigelow, fille d'Alanson Bigelow et de sa cousine germaine Anne Rebecca Bangs Bigelow. Pendant le reste de sa vie, elle fait don d'une grande partie de ses revenus à des institutions artistiques, comme au musée Carnavalet d'Histoire de Paris, souvent de manière anonyme. Son cousin, Arthur Amory Houghton Junior, l'un des fondateurs du Lincoln Center for the Performing Arts, lui suggère de donner de l'argent pour une salle de musique de chambre, et en 1963, John D. Rockefeller III la convainc de la faire nommer le Alice Tully Hall.  
Tully préside le conseil d'administration de la New York Chamber Music Society et siège aux conseils d'administration du New York Philharmonic, du Metropolitan Opera et de la Juilliard School.
En 1970, Tully reçoit le médaillon Handel pour sa contribution à la vie culturelle de New York. Sa commande la plus célèbre est pour le Français Olivier Messiaen, qui a composé Des canyons aux étoiles ..., dont la première représentation a été organisée au Alice Tully Hall en 1974. En 1985, elle reçoit la National Medal of Arts.

## Mort
Elle subit un accident vasculaire cérébral en 1991 et décède à New York en 1993, à l'âge de 91 ans.
Le nom Miss Alice Tully est gravé à l'entrée du musée Carnavalet, à Paris, pour l'année 1996, sur l'une des quatre plaques de grands donateurs.
William Schuman, Gian Carlo Menotti et Riccardo Malipiero lui ont dédié des œuvres[Quand ?].

## Sources
- Fuller, A., Alice Tully: An Intimate Portrait, 1999, University of Illinois Press (extraits disponibles en ligne sur Google Livres).
- Kozinn, A., «Alice Tully est morte à 91 ans; Patron des Arts à vie ', New York Times, 11 décembre 1993. Disponible en ligne.
- 'Alice Tully - philanthrope - Nécrologie', Dance Magazine, mars 1994. Disponible en ligne via findarticles.com.
- Distinctions honorifiques à vie - Médaille nationale des arts.